# Simulium simianshanensis
Simulium simianshanensis är en tvåvingeart som beskrevs av Wang, Li och Sun 1996. Simulium simianshanensis ingår i släktet Simulium och familjen knott.
Artens utbredningsområde är Sichuan (Kina). Inga underarter finns listade i Catalogue of Life.